# توم ديكنسون
توم ديكنسون (11 يناير 1931 في أستراليا - 25 يونيو 2018) (بالإنجليزية: Tom Dickinson)‏ هو لاعب كريكت أسترالي. لعب مع نادي مقاطعة لانكشر للكريكت ‏ ونادي مقاطعة سومرست للكريكت ‏.

## وصلات خارجية
- توم ديكنسون على موقع إي آس بي آن كريك إنفو (الإنجليزية)